# 西宁府

西宁府在甘肃省的位置（1820年）

西宁府（藏語：ཟི་ལིང་ས་ཁུལ།，威利转写：zi ling sa khul），清朝时设置的府。
雍正二年（1724年）改西宁卫置，治所在西宁县（今青海省西宁市）。属甘肃省。辖境相当今青海省日月山以东，茫拉河及黄河以东青海省东部地。 领四厅（贵德厅、循化厅、丹噶尔厅、巴燕戎格厅），三县：西宁县、碾伯县、大通县。1913年废。